# Prohodî, Krasnopillea
Prohodî (în ucraineană Проходи) este un sat în comuna Turea din raionul Krasnopillea, regiunea Sumî, Ucraina.

## Demografie
Componența lingvistică a localității Prohodî
     Ucraineană (98,39%)
     Rusă (1,61%)
Conform recensământului din 2001, majoritatea populației localității Prohodî era vorbitoare de ucraineană (98,39%), existând în minoritate și vorbitori de rusă (1,61%).